# 빅토리아 산델 스벤손
빅토리아 마르가레타 산델 스벤손(스웨덴어: Victoria Margareta Sandell Svensson, 1977년 5월 18일 ~ )은 스웨덴의 은퇴한 여자 축구 선수로, 포지션은 스트라이커였다.

## 클럽 경력
1991년부터 1996년까지 디비시온 1 다메르에 소속되어 있던 여자 축구 클럽인 니토르프스 IK 소속으로 활동했으며 1997년에는 이텍스 BK로 이적했다. 1998년부터 2002년까지 엘브셰 AIK 소속으로 활동하던 동안에는 엘브셰 AIK의 다말스벤스칸 2회 우승, 여자 스벤스카 쿠펜 1회 우승에 기여했다.
2003년에 유르고르덴 IF와 엘브셰 AIK가 통합되면서 창단한 여자 축구 클럽인 유르고르덴 IF/엘브셰(현재의 유르고르덴 IF)로 이적했고 2009년에 현역 은퇴할 때까지 유르고르덴 IF/엘브셰의 다말스벤스칸 2회 우승, 여자 스벤스칸 쿠펜 2회 우승에 기여했다. 1998년, 2003년에는 스웨덴 올해의 여자 축구 선수에게 수여하는 디아만트볼렌을 수상했고 1998, 2001, 2003 다말스벤스칸 시즌에서 득점왕에 오르는 영예를 안았다.

## 국가대표 경력
1993년에 스웨덴 여자 U-16 축구 국가대표팀 선수로 활동하던 동안에 8경기에 출전하여 9골을 기록했다. 1993년부터 1996년까지 스웨덴 여자 U-20 축구 국가대표팀 선수로 활동하던 동안에는 31경기에 출전하여 18골을 기록했다.
1996년부터 2009년까지 스웨덴 여자 축구 국가대표팀 선수로 활동하던 동안에 166경기에 출전하여 68골을 기록했으며 4차례의 UEFA 유럽 여자 축구 선수권 대회(1997년, 2001년, 2005년, 2009년), 3차례의 FIFA 여자 월드컵(1999년, 2003년, 2007년), 3차례의 하계 올림픽(2000년 시드니 하계 올림픽, 2004년 아테네 하계 올림픽, 2008년 베이징 하계 올림픽)에 참가했다. 특히 미국에서 개최된 2003년 FIFA 여자 월드컵에서는 3골을 기록하여 스웨덴의 준우승에 기여했고 해당 대회의 실버볼과 올스타 팀에 선정되는 영예를 안았다.

## 사생활
출생 당시의 본명은 빅토리아 스벤손(Victoria Svensson)이었지만 2008년 4월에 자신의 여자 동료였던 카밀라 산델(Camilla Sandell)과 결혼하면서 자신의 성에 배우자의 성을 추가하게 된다. 카밀라 산델은 스웨덴의 전직 여자 축구 선수인 세실리아 산델(Cecilia Sandell)의 쌍둥이 자매이기도 하다. 2013년에는 스웨덴의 SVT 방송국이 여자 축구를 소재로 하여 제작한 텔레비전 다큐멘터리 시리즈인 《또다른 스포츠》에 출연했다.

## 수상

### 클럽
엘브셰 AIK
- 다말스벤스칸 2회 우승 (1998, 1999)
- 여자 스벤스카 쿠펜 1회 우승 (1999)

유르고르덴 IF/엘브셰
- 다말스벤스칸 2회 우승 (2003, 2004)
- 여자 스벤스카 쿠펜 2회 우승 (2004, 2005)

### 국가대표
- UEFA 여자 유로 1997 4강
- 2000년 오스트레일리아컵 준우승
- 2001년 알가르브컵 우승
- UEFA 여자 유로 2001 준우승
- 2003년 오스트레일리아컵 우승
- 2003년 FIFA 여자 월드컵 준우승
- 2004년 아테네 하계 올림픽 여자 축구 4위
- UEFA 여자 유로 2005 4강
- 2009년 알가르브컵 우승

### 개인
- 다말스벤스카 득점왕 3회 수상 (1998, 2001, 2003)
- 1997년 스웨덴 올해의 약진하는 축구 선수상 수상
- 1998년 디아만트볼렌 수상
- 2003년 FIFA 여자 월드컵 실버볼 수상
- 2003년 FIFA 여자 월드컵 올스타 팀 선정
- 2003년 디아만트볼렌 수상
- 2003년 스웨덴 올해의 여자 축구 공격수 수상
- 2004년 스웨덴 올해의 여자 축구 공격수 수상